# Vándor Lajos
Vándor Lajos, született Walder Lajos (Budapest, 1913. június 27. – Wels, 1945. május 5.) költő, lapszerkesztő.

## Élete
Walder Móric Márton (1875–1925) miniszteri főtiszt és Klein Ida fia. A Pázmány Péter Tudományegyetemen szerzett jogi diplomát, s egyetemi tanulmányaival párhuzamosan a szövőmesterséget is elsajátította. Első költeményei 1932-ben jelentek meg a Névtelen Jegyző című folyóiratban, ezek rövid, csattanós, egyéni hangvételű szabadversek voltak. Egy idő múlva költészetében egyre erőteljesebbé vált a politizáló jelleg, munkáiban sokszor a fasizmus veszélyeire hívta fel a figyelmet. Költészete a munkásmozgalom színjátszó köreinél is sikert aratott. A Névtelen Jegyző megszűnése után saját maga alapított és szerkesztett egy évi tíz alkalommal megjelenő folyóiratot, ez volt a Keresztmetszet. A fasizmus térhódításának idején azonban sem szerkesztésre, sem alkotásai kiadására nem volt már lehetősége, a második világháború alatt egy szövőgyárban volt munkás. Versek mellett több drámát is írt. Munkaszolgálatra vitték, ahonnan előbb a mauthauseni koncentrációs táborba, majd Gunskirchenbe került. Röviddel a tábor felszabadulása után halt meg. Fogolytársa, Hegedüs Géza így számolt be haláláról:
"1945. május 6-án ő is ama megfogyatkozottak közt volt, akik mégis megérték a felszabadulást. Tökéletesen egészségesnek látszott, csak nagyon éhes volt, mint mindenki. És amikor a szomszédos Wels városában az amerikai katonáktól kapott egy félkilós húskonzervet – minden figyelmeztetés ellenére, hogy helyesebb előbb valahol tejet inni, könnyű, cukros ennivalót lenyelni, mielőtt régóta éhező gyomrát megterhelné –, nem tudta megállni, vagy bízott elpusztíthatatlanságában, azonnal felbontotta a bádogdobozt, és amúgy hidegen megette a fűszeres húst."
Az ideiglenes kórház melletti szükségtemetőben, jeltelen sírban nyugszik.

## Munkái
- Fej vagy írás (versek, 1933)
- Csoportkép (versek, 1938)
- Egy költő élt itt közöttetek (versek, 1989)
- Pompeji. Két dráma / Türtaiosz / Pompeji váza; vál., előszó Hegedüs Géza; Maecenas, Bp., 1990
- Vándor Lajos összes versei; Upper West Side Philosophers, New York, 2019
- Vándor Lajos drámái; West Side Philosophers, New York, 2020